# Julio César Martínez
Julio César Martínez Aguilar (27 de enero de 1995, Azcapotzalco, Ciudad de México) es un boxeador profesional mexicano. Es el campeón de peso mosca del Consejo Mundial de Boxeo desde 2019.
En noviembre de 2022, Martínez fue clasificado como el tercer mejor boxeador activo de peso mosca del mundo por ESPN y TBRB, segundo por The Ring  y décimo tercero por BoxRec .

## Carrera profesional
Martínez hizo su debut profesional contra Joaquín Cruz el 16 de octubre de 2015. Perdió la pelea por decisión dividida. Continuaría acumulando un récord de 13-1 en el transcurso de sus próximas 13 peleas.
Martínez estaba programado para pelear contra Andrew Selby el 23 de marzo de 2019, en una eliminatoria por el título de peso mosca del CMB para determinar el próximo retador obligatorio. Martínez ganó la pelea por nocaut en el quinto asalto, dándole a Selby su primera derrota de su carrera profesional. Selby tuvo un gran comienzo de pelea, antes de que un choque de cabezas en el tercer asalto lo cortara a lo largo de su ceja izquierda, por lo que a Martínez se le descontó un punto. Martínez comenzó a dominar desde el tercer asalto en adelante, derribando a Selby con un golpe al hígado a los 57 segundos del quinto asalto.

### Campeón del peso mosca del CMB

#### Martínez vs. C. Edwards
Martínez había asegurado su posición como el retador obligatorio al título de peso mosca del CMB con el nocaut en el quinto asalto de Andrew Selby, el CMB ordenó al actual campeón mundial de peso mosca Charlie Edwards que defendiera su título contra Martínez. Más tarde, el organismo les otorgó una prórroga de una semana para llegar a un acuerdo con respecto a la bolsa y el lugar. Las dos partes evitaron ir a una subasta y acordaron pelear en The O2 Arena en Londres, en la cartelera previa de Lomachenko vs Campbell, el 31 de agosto de 2019.
En el tercer asalto de la pelea, Martínez conectó una combinación de golpes que hizo tambalear al campeón y lo obligó a arrodillarse. Mientras lo hacía, Martínez conectó un fuerte golpe al cuerpo que sacó completamente a Edwards de la pelea. El árbitro Mark Lyson detuvo la pelea, mientras que el presidente del CMB, Mauricio Sulaiman, revisó la secuencia final de la pelea. Sulaiman descubrió que el tiro final de la pelea había aterrizado notoriamente tarde, anulando oficialmente la pelea a un "no-contest".
Durante la entrevista posterior a la pelea, Edwards declaró: "Esta es la decisión correcta. Me arrodillé con un propósito... Nos metemos en este cuadrilátero para cumplir las reglas". El presidente del CMB, Mauricio Sulaiman, dijo que había ordenado una revancha, a lo que Edwards accedió. Sin embargo, el manager de Edwards, Eddie Hearn, fue elusivo en cuanto a la revancha, alegando que planeaban subir al peso súper mosca. Edwards dejó vacante oficialmente su título de peso mosca del CMB el 6 de octubre de 2019.

#### Martínez vs. Rosales
Tras la decisión del ex campeón de peso mosca del WBC, Charlie Edwards, de dejar vacante el título y pasar al peso súper mosca, el WBC programó al clasificado número 1, Martínez, para pelear contra el clasificado número 2, Cristofer Rosales, por el campeonato vacante de peso mosca del CMB. Martínez estaba programado para pelear contra el ex campeón de peso mosca del CMB el 20 de diciembre de 2019, en la cartelera de la pelea de peso súper mediano entre Daniel Jacobs y Julio Cesar Chavez Jr. En noviembre de 2019, se reveló que Martínez había dado positivo Clenbuterol, una sustancia prohibida. El CMB decidió no castigarlo, ya que la cantidad de fármaco formador de músculos que se encontró en su sistema no se consideró suficiente para registrar ningún beneficio en la competencia. Martínez ganó la pelea con Rosales por nocaut técnico en el noveno asalto.

#### Martínez vs. Harris
Martínez estaba programado para hacer su primera defensa del título contra Jay Harris, el 29 de febrero de 2020. Estaba programado para la cartelera de la pelea de peso welter entre Mikey García y Jessie Vargas. Martínez era el favorito antes de la pelea, con Harris siendo un perdedor 7/1. Martínez presionó durante la primera mitad de la pelea, y su ritmo se desaceleró a partir del octavo asalto. Harris sufrió un corte sobre su ojo izquierdo en el segundo asalto y fue derribado en el décimo asalto. Martínez ganó la pelea por decisión unánime, con variadas tarjetas de 118-109, 116-111 y 115-112.

#### Martínez vs. Arroyo
El 4 de octubre de 2021, se reveló que Martínez se enfrentaría al campeón interino de peso mosca del CMB, McWilliams Arroyo, el 19 de noviembre de 2021, en la cartelera de la pelea por el título de peso mediano de Demetrius Andrade y Jason Quigley. La pelea sería transmitida por DAZN desde el SNHU Arena en Manchester, New Hampshire. Originalmente, la pareja estaba programada para enfrentarse el 27 de febrero de 2021, antes de que Martínez se retirara debido a una lesión en la mano. La pelea se declaró nula al final del segundo asalto, debido a un choque accidental de cabezas que provocó un corte por encima de la derecha de Arroyo. La pelea se detuvo después de que Arroyo le dijo al médico del ring que no podía ver con el ojo dañado.

#### Martínez vs. González
Martínez se enfrentó al excampeón mundial de cuatro pesos Román González en el evento principal de una cartelera transmitida por DAZN el 5 de marzo de 2022 en el peso gallo junior. González ocupó el puesto número 1 de la AMB y el número 2 del CMB, así como el número 2 de The Ring. Martínez intervino con menos de seis semanas de anticipación como reemplazo de Juan Francisco Estrada, quien se vio obligado a retirarse de la pelea debido a una prueba positiva de COVID-19 . Fue derrotado por González por decisión unánime, y los jueces anotaron la pelea 118-110, 117-111 y 116-112, todos a favor de González.

#### Martínez vs. Carmona
Se esperaba que Martínez enfrentara al campeón interino de peso mosca del CMB McWilliams Arroyo en una revancha el 25 de junio de 2022, luego de que su primera pelea terminara sin competencia luego de un choque accidental de cabezas en el tercer asalto. El 22 de junio, tres días antes de la fecha prevista para la pelea, Martínez se retiró por enfermedad. Lo que permitió a Martínez entrar en negociaciones para una pelea de unificación del título con el actual campeón de peso mosca de la FIB, Sunny Edwards . Cuando estas negociaciones fracasaron, Martínez fue reservado una vez más para enfrentar al campeón interino del CMB McWilliams Arroyo. Se esperaba que la pelea tuviera lugar en el Desert Diamond Arena en Glendale, Arizona, el 3 de diciembre de 2022. Arroyo se retiró de la pelea el 8 de noviembre por una lesión en el cuello. Martínez fue reprogramado para enfrentar a Samuel Carmona en la misma fecha y lugar. Ganó la pelea por decisión mayoritaria, con dos jueces otorgándole una tarjeta de puntuación de 117-111 y 116-112, mientras que el tercer juez calificó la pelea como un empate 114-114.

#### Martínez vs. Batista
Inicialmente, se esperaba que Martínez enfrentara al retador obligatorio al título del CMB, McWilliams Arroyo, el 6 de mayo de 2023. Sin embargo, Arroyo no pudo llegar a la fecha debido a una lesión preexistente. Martínez, en cambio, hizo una defensa voluntaria contra Ronal Batista en la misma fecha. Retuvo el título por nocaut técnico en el undécimo asalto, luego de haber derribado a Batista en el séptimo asalto. El árbitro en el ring dictaminó primero que la caída fue un resbalón, pero los oficiales del ring lo anotaron como una caída entre las rondas. A Batista le quitaron un punto después del final del cuarto asalto, ya que conectó un golpe después de que sonara la campana.

## Récord de boxeo profesional
| 24 peleas     | 20 victorias | 2 derrotas |
| ------------- | ------------ | ---------- |
| Nocaut        | 15           | 0          |
| Decisión      | 5            | 2          |
| Sin resultado | 2            | 2          |

| Número | Resultado | Récord   | Oponente               | Tipo | Ronda, Tiempo | Fecha                    | Lugar                                         | Notas                                        |
| ------ | --------- | -------- | ---------------------- | ---- | ------------- | ------------------------ | --------------------------------------------- | -------------------------------------------- |
| 24     | Victoria  | 20–2 (2) | Ronal Batista          | TKO  | 11 (12), 1:00 | 6 de mayo de 2023        | Estadio Akron, Zapopan, México                | Retiene el título de peso mosca del CMB      |
| 23     | Victoria  | 19–2 (2) | Samuel Carmona         | MD   | 12            | 3 de diciembre de 2022   | Desert Diamond Arena, Glendale, Arizona, U.S. | Retiene el título de peso mosca del CMB      |
| 22     | Derrota   | 18–1 (2) | Román González         | UD   | 12            | 5 de marzo de 2022       | Pechanga Arena, San Diego, California, U.S.   |                                              |
| 21     | NC        | 18-1 (2) | McWilliams Arroyo      | NC   | 3 (12), 0:01  | 19 de noviembre de 2021  | SNHU Arena, Manchester, New Hampshire         | Retiene el título de peso mosca del CMB      |
| 20     | Victoria  | 18–1 (1) | Joel Cordova           | TKO  | 6 (12), 0:59  | 26 de junio de 2021      | Arena Alcalde, Guadalajara, México            | Retiene el título de peso mosca del CMB      |
| 19     | Victoria  | 17–1 (1) | Moisés Calleros        | TKO  | 2 (12), 2:42  | 23 de octubre de 2020    | Ciudad de México, México                      | Retiene el título de peso mosca del CMB      |
| 18     | Victoria  | 16–1 (1) | Jay Harris             | UD   | 12            | 28 de febrero de 2020    | The Ford Center at The Star, Frisco, Texas    | Retiene el título de peso mosca del CMB      |
| 17     | Victoria  | 15–1 (1) | Cristofer Rosales      | TKO  | 9 (12), 1:20  | 20 de diciembre de 2019  | Talking Stick Resort Arena, Phoenix, Arizona  | Gana el título vacante de peso mosca del CMB |
| 16     | NC        | 14–1 (1) | Charlie Edwards        | KO   | 3 (12), 1:43  | 31 de agosto del 2019    | The O2 Arena, London, England                 |                                              |
| 15     | Victoria  | 14–1     | Andrew Selby           | KO   | 5 (12), 0:57  | 23 de marzo del 2019     | Metepec, México                               |                                              |
| 14     | Victoria  | 13–1     | Irvin Ordaz            | TKO  | 1 (8), 1:52   | 26 de enero del 2019     | Ciudad Guzmán, México                         |                                              |
| 13     | Victoria  | 12–1     | Victor Ruíz            | KO   | 1 (8), 1:57   | 6 de octubre del 2018    | Tijuana, México                               |                                              |
| 12     | Victoria  | 11–1     | Juan López Martínez    | KO   | 1 (8), 2:11   | 11 de agosto del 2018    | Ciudad de México, México                      |                                              |
| 11     | Victoria  | 10–1     | Iván Meneses Flores    | TKO  | 2 (8), 0:23   | 7 de julo del 2018       | Guadalajara, México                           |                                              |
| 10     | Victoria  | 9–1      | Jose Armando Valdés    | RTD  | 6 (10), 3:00  | 23 de febrero del 2018   | Ciudad de México, México                      |                                              |
| 9      | Victoria  | 8–1      | Martin Tecuapetla      | TKO  | 4 (6), 2:59   | 16 de diciembre del 2017 | Tlalpan, México                               |                                              |
| 8      | Victoria  | 7–1      | Marvin Díaz            | TKO  | 1 (10), 2:47  | 7 de octubre del 2017    | Jalisco, México                               |                                              |
| 7      | Victoria  | 6–1      | Edgar Sosa             | UD   | 8             | 17 de junio de 2017      | Ciudad de México, México                      |                                              |
| 6      | Victoria  | 5–1      | Hugo Hernández Aguilar | UD   | 8             | 13 de agosto del 2016    | Querétaro, México                             |                                              |
| 5      | Victoria  | 4–1      | Joaquin Cruz           | MD   | 8             | 13 de agosto del 2016    | Querétaro, México                             |                                              |
| 4      | Victoria  | 3–1      | Israel Izquierdo       | TKO  | 1 (6), 1:02   | 9 de julio del 2016      | Querétaro, México                             |                                              |
| 3      | Victoria  | 2–1      | Leandro Baez           | TKO  | 2 (6), 1:20   | 2 de abril del 2016      | Ciudad de México, México                      |                                              |
| 2      | Victoria  | 1-1      | Sergio Granados        | KO   | 2 (4), 2:24   | 3 de marzo del 2016      | Ciudad de México, México                      |                                              |
| 1      | Derrota   | 0–1      | Joaquín Cruz           | SD   | 4             | 16 de octubre del 2015   | Ciudad de México, México                      |                                              |